# デイル (DD-290)
|          |                                                    |
| 艦歴     |                                                    |
| 発注     |                                                    |
| 起工     | 1919年7月28日                                      |
| 進水     | 1919年11月19日                                     |
| 就役     | 1920年2月16日                                      |
| 退役     | 1930年5月1日                                       |
| その後   | 1931年1月17日に売却 商船に転換 1943年3月28日に沈没 |
| 除籍     | 1930年10月22日                                     |
| 性能諸元 |                                                    |
| 排水量   | 1,190トン                                          |
| 全長     | 314 ft 5 in (95.83 m)                              |
| 全幅     | 31 ft 8 in (9.65 m)                                |
| 吃水     | 9 ft 3 in (2.82 m)                                 |
| 機関     | ギアード・タービン2軸推進、26,500 SHP (20 MW)      |
| 最大速   | 35 ノット (65 km/h)                                |
| 航続距離 | 4,900 海里 (9,100 km)（15ノット時）                |
| 乗員     | 士官、兵員120名                                    |
| 兵装     | 4インチ砲4門、 21インチ魚雷発射管4門               |

デイル (USS Dale, DD-290) は、アメリカ海軍の駆逐艦。クレムソン級駆逐艦の1隻。艦名はリチャード・デイル代将に因む。その名を持つ艦としては3隻目。

## 艦歴
デイルは1919年7月28日にマサチューセッツ州スカンタムのベスレヘム造船で起工する。1919年11月19日にA・J・ピーターズによって進水し、1920年2月16日に艦長F・H・ロバーツ中佐の指揮下就役する。
1920年3月3日から4月3日までデイルはニューイングランド海域を巡航し、第1海軍管区のラジオコンパスステーションの再較正を支援した。大西洋艦隊駆逐艦部隊に配属されると、デイルは駆逐艦戦隊と共に大西洋沿岸、メキシコ湾およびカリブ海で活動した。その活動には戦術演習および戦闘訓練、艦隊演習、模擬戦、艦隊探索演習およびノーフォークを拠点としての予備役兵訓練、第5海軍管区のラジオコンパスステーションの較正が含まれた。
1924年6月17日、デイルはウィリアム・ハルゼー中佐の指揮下ニューポートを出航し、ドイツ、デンマーク、ノルウェー、スコットランド、イギリス、フランス、スペイン、およびポルトガルへの儀礼訪問を行った。9月21日にジブラルタルに到着し、翌年6月まで地中海を巡航、戦闘訓練および情報収集活動、親善訪問に従事する。1925年7月2日にジブラルタルを出航、7月16日にニューヨークに到着した。
デイルは駆逐艦戦隊偵察艦隊と共に東海岸、カリブ海およびパナマ運河地帯で活動し、その後1929年9月21日にペンシルベニア州フィラデルフィアに到着した。同地で1930年5月1日に退役し、1931年1月17日に売却された。
民間ではマサヤ (MV Masaya) の船名で果物運搬船として使用されたが、第二次世界大戦が始まるとアメリカ陸軍の貨物船として使用され、1943年3月28日にニューギニア島東部沖合で爆撃を受け沈められた。